# 戈爾利采—塔爾努夫攻勢
戈爾利采—塔爾努夫攻勢（德語：Schlacht bei Gorlice-Tarnów）是第一次世界大戰東線的德意志－奥匈聯軍攻勢，初為一場為減輕東線以南奧軍壓力的小型攻勢，但最終轉變為同盟國在1915年的軍事行動。這場攻勢導致了俄羅斯軍隊戰線的崩潰和退敗，最終轉變成了帝俄陸軍的大撤退。